# Lorenzo Baldassarri
Lorenzo Baldassarri (San Severino Marche, 6 de novembro de 1996) é um motociclista italiano, atualmente compete na Moto2 pela Forward Racing.

## Carreira
Lorenzo Baldassarri fez sua estreia na Moto3 em 2013. 